# Terzo viaggio di Jacques Cartier
Il terzo viaggio di Jacques Cartier è avvenuto tra maggio 1541 e ottobre 1542 per conto del Re di Francia Francesco I, con l'obiettivo di trovare il Regno di Saguenay e le sue ricchezze e di stabilire un insediamento permanente lungo il fiume San Lorenzo.

## Antefatti
Il 17 ottobre 1540 Francesco ordinò al navigatore Jacques Cartier di tornare in Canada per dare inizio a un progetto di colonizzazione di cui sarebbe stato "capitano generale". Tuttavia, il 15 gennaio 1541, Cartier fu soppiantato da Jean-François de La Rocque de Roberval, un cortigiano ugonotto e amico del re nominato primo luogotenente generale del Canada francese. Roberval doveva guidare la spedizione, con Cartier come suo capo navigatore. Mentre Roberval aspettava l'artiglieria e i rifornimenti, diede il permesso a Cartier di proseguire la navigazione con le sue navi.

## Il viaggio
Il 23 maggio 1541 Cartier partì da Saint-Malo per il suo terzo viaggio con cinque navi. Questa volta, ogni pensiero di trovare un passaggio per l'Oriente è stato dimenticato. L'obiettivo era ora quello di trovare il Regno di Saguenay e le sue ricchezze e di stabilire un insediamento permanente lungo il fiume San Lorenzo.
Ancorato a Stadacona, Cartier incontrò di nuovo gli Irochesi, ma trovò preoccupante il loro "espressione di gioia" e il loro numero perciò decise di non costruire lì il suo insediamento. Navigando per alcuni chilometri a monte di un punto che aveva precedentemente osservato, decise di stabilirsi nel sito dell'attuale Cap-Rouge, nel Québec. I detenuti e altri coloni furono sbarcati, il bestiame che era sopravvissuto tre mesi a bordo della nave fu sciolto, la terra fu lavorata per la creazione di un orto e furono piantati semi di cavolo, rapa e lattuga. Fu così creato un insediamento fortificato chiamato Charlesbourg-Royal. Un altro forte fu costruito anche sulla scogliera che sovrasta l'insediamento, per una maggiore protezione.

Gli uomini iniziarono anche a collezionare quelli che credevano essere diamanti e oro, ma che al ritorno in Francia si scoprì essere semplicemente cristalli di quarzo e piriti di ferro, rispettivamente, il che diede origine a un'espressione francese 
. Due delle navi furono inviate il 2 settembre nel loro viaggio di ritorno a casa con alcuni di questi minerali.
Avendo stabilito compiti per tutti, Cartier partì con le scialuppe per una ricognizione alla ricerca di "Saguenay" il 7 settembre. Raggiunto Hochelaga, il maltempo e le numerose rapide gli impedirono di proseguire fino al fiume Ottawa.
Tornando a Charlesbourg-Royal, Cartier trovò la situazione inquietante. Gli Irochesi non facevano più visite amichevoli né vendevano pesce e selvaggina, ma si aggiravano in modo sinistro. Non esistono documenti sull'inverno 1541–1542 e le informazioni devono essere raccolte dai pochi dettagli forniti dai marinai di ritorno. Sembra che i nativi abbiano attaccato e ucciso circa 35 coloni prima che i francesi potessero ritirarsi dietro le loro fortificazioni. Anche se lo scorbuto è stato curato attraverso il rimedio indigeno (l'infusione di Thuja occidentalis), l'impressione rimasta è di una miseria generale e della crescente convinzione di Cartier di non avere manodopera sufficiente né per proteggere la sua base né per andare alla ricerca del regno di Saguenay.
Cartier partì per la Francia all'inizio di giugno 1542

## Conseguenze
Durante il viaggio di ritorno incontrò Roberval e le sue navi lungo la costa di Terranova, all'incirca nel periodo in cui Roberval abbandonava Marguerite de La Rocque. Nonostante l'insistenza di Roberval di accompagnarlo di nuovo a Saguenay, Cartier se ne andò con il favore dell'oscurità e proseguì per la Francia, ancora convinto che i suoi vasi contenessero una ricchezza di oro e diamanti. Vi arrivò in ottobre, in quello che si rivelò il suo ultimo viaggio. Nel frattempo, Roberval prese il comando a Charlesbourg-Royal, ma fu abbandonata nel 1543 dopo che malattie, maltempo e indigeni ostili portarono alla disperazione gli aspiranti coloni.